# Trophée NHK 2006
Navigation
Édition précédente Édition suivante
Le Trophée NHK (en anglais : NHK Trophy) est une compétition internationale de patinage artistique qui se déroule au Japon au cours de l'automne. Il accueille des patineurs amateurs de niveau senior dans quatre catégories: simple messieurs, simple dames, couple artistique et danse sur glace.
Le vingt-huitième Trophée NHK est organisé du 30 novembre au 3 décembre 2006 au Big Hat de Nagano. Il est la sixième compétition du Grand Prix ISU senior de la saison 2006/2007.

## Résultats

### Messieurs
| Rang    | Nom                  | Pays       | Points | Programme court | Programme court | Programme libre | Programme libre |
| ------- | -------------------- | ---------- | ------ | --------------- | --------------- | --------------- | --------------- |
| 1       | Daisuke Takahashi    | Japon      | 247.93 | 1               | 84.44           | 1               | 163.49          |
| 2       | Nobunari Oda         | Japon      | 244.56 | 2               | 83.55           | 2               | 161.01          |
| 3       | Takahiko Kozuka      | Japon      | 208.34 | 4               | 67.95           | 3               | 140.39          |
| 4       | Li Chengjiang        | Chine      | 191.32 | 3               | 69.26           | 4               | 122.06          |
| 5       | Alexander Uspenski   | Russie     | 183.36 | 6               | 64.63           | 5               | 118.73          |
| 6       | Kevin Van Der Perren | Belgique   | 178.90 | 5               | 65.55           | 7               | 113.35          |
| 7       | Patrick Chan         | Canada     | 174.34 | 8               | 60.80           | 6               | 113.54          |
| 8       | Wu Jialiang          | Chine      | 169.22 | 9               | 56.39           | 8               | 112.83          |
| 9       | Kristoffer Berntsson | Suède      | 169.00 | 7               | 63.95           | 9               | 105.05          |
| 10      | Geoffry Varner       | États-Unis | 150.79 | 11              | 52.70           | 10              | 98.09           |
| 11      | Marc Andre Craig     | Canada     | 144.67 | 10              | 52.73           | 11              | 91.94           |
| Forfait | Stéphane Lambiel     | Suisse     |        |                 |                 |                 |                 |

### Dames
| Rang | Nom                | Pays         | Points | Programme court | Programme court | Programme libre | Programme libre |
| ---- | ------------------ | ------------ | ------ | --------------- | --------------- | --------------- | --------------- |
| 1    | Mao Asada          | Japon        | 199.52 | 1               | 69.50           | 1               | 130.02          |
| 2    | Fumie Suguri       | Japon        | 179.31 | 2               | 61.92           | 2               | 117.39          |
| 3    | Yukari Nakano      | Japon        | 160.93 | 3               | 56.86           | 3               | 104.07          |
| 4    | Beatrisa Liang     | États-Unis   | 129.32 | 4               | 50.52           | 7               | 78.80           |
| 5    | Christine Zukowski | États-Unis   | 127.94 | 7               | 44.32           | 4               | 83.62           |
| 6    | Fang Dan           | Chine        | 127.85 | 6               | 47.78           | 5               | 80.07           |
| 7    | Arina Martinova    | Russie       | 127.23 | 5               | 48.58           | 8               | 78.65           |
| 8    | Lesley Hawker      | Canada       | 120.85 | 10              | 41.00           | 6               | 79.85           |
| 9    | Kim Chae-Hwa       | Corée du Sud | 117.87 | 8               | 43.92           | 9               | 73.95           |
| 10   | Tuğba Karademir    | Turquie      | 112.59 | 9               | 42.70           | 10              | 69.89           |
| 11   | Jenna McCorkell    | Royaume-Uni  | 97.95  | 11              | 36.70           | 11              | 61.25           |

### Couples
| Rang | Nom                                      | Pays        | Points | Programme court | Programme court | Programme libre | Programme libre |
| ---- | ---------------------------------------- | ----------- | ------ | --------------- | --------------- | --------------- | --------------- |
| 1    | Shen Xue / Zhao Hongbo                   | Chine       | 190.97 | 1               | 65.58           | 1               | 125.39          |
| 2    | Zhang Dan / Zhang Hao                    | Chine       | 181.87 | 2               | 63.82           | 2               | 118.05          |
| 3    | Valérie Marcoux / Craig Buntin           | Canada      | 163.37 | 3               | 55.62           | 3               | 107.75          |
| 4    | Utako Wakamatsu / Jean-Sébastien Fecteau | Canada      | 145.41 | 4               | 53.40           | 4               | 92.01           |
| 5    | Julia Vlassov / Drew Meekins             | États-Unis  | 135.45 | 6               | 45.96           | 5               | 89.49           |
| 6    | Julia Obertas / Sergei Slavnov           | Russie      | 132.19 | 5               | 48.62           | 6               | 83.57           |
| 7    | Stacey Kemp / David King                 | Royaume-Uni | 113.70 | 7               | 40.38           | 7               | 73.32           |
| 8    | Mari Vartmann / Florian Just             | Allemagne   | 108.24 | 8               | 37.32           | 9               | 70.92           |
| 9    | Rumiana Spassova / Stanimir Todorov      | Bulgarie    | 106.79 | 9               | 35.46           | 8               | 71.33           |

### Danse sur glace
| Rang | Nom                                    | Pays       | Points | Danse imposée | Danse imposée | Danse originale | Danse originale | Danse libre | Danse libre |
| ---- | -------------------------------------- | ---------- | ------ | ------------- | ------------- | --------------- | --------------- | ----------- | ----------- |
| 1    | Marie-France Dubreuil / Patrice Lauzon | Canada     | 195.89 | 1             | 38.28         | 1               | 60.23           | 1           | 97.38       |
| 2    | Jana Khokhlova / Sergey Novitski       | Russie     | 180.57 | 2             | 33.66         | 2               | 55.15           | 2           | 91.76       |
| 3    | Melissa Gregory / Denis Petukhov       | États-Unis | 177.81 | 3             | 33.62         | 3               | 54.56           | 3           | 89.63       |
| 4    | Meryl Davis / Charlie White            | États-Unis | 169.49 | 4             | 29.98         | 4               | 52.86           | 4           | 86.65       |
| 5    | Nozomi Watanabe / Akiyuki Kido         | Japon      | 150.27 | 5             | 28.99         | 6               | 46.90           | 6           | 74.38       |
| 6    | Anna Zadorozhniuk / Sergei Verbillo    | Ukraine    | 149.90 | 6             | 27.40         | 5               | 47.05           | 5           | 75.45       |
| 7    | Trina Pratt / Todd Gilles              | États-Unis | 143.56 | 8             | 26.33         | 7               | 44.49           | 7           | 72.74       |
| 8    | Lauren Senft / Leif Gislason           | Canada     | 141.16 | 7             | 26.96         | 8               | 44.26           | 8           | 69.94       |
| 9    | Kamila Hájková / David Vincour         | Tchéquie   | 124.40 | 10            | 22.60         | 9               | 39.90           | 11          | 61.90       |
| 10   | Mylène Lamoureux / Michael Mee         | Canada     | 123.51 | 9             | 24.86         | 11              | 34.75           | 9           | 63.90       |
| 11   | Zsuzsanna Nagy / György Elek           | Hongrie    | 118.68 | 11            | 21.05         | 10              | 35.10           | 10          | 62.53       |

## Sources
- Résultats du Trophée NHK 2006
- Patinage Magazine N°105 (Hiver 2006/2007)